# Porirua
Porirua – miasto w Nowej Zelandii; na Wyspie Północnej; w aglomeracji Wellington; ok. 49000 mieszkańców (2009). Przemysł spożywczy, drzewny.
Prawa miejskie uzyskało 2 października 1965 roku.

## Miasta partnerskie
- Blacktown, Australia
- Yangzhou, Chiny
- Whitby, Wielka Brytania
- Nishio, Japonia[3]